# Казанский, Николай Александрович
Никола́й Алекса́ндрович Каза́нский (19 января 1850, Владимир — 6 апреля 1914, Владимир) — русский ботаник-флорист, владимирский краевед, энтомолог-любитель, один из учредителей Владимирского общества любителей естествознания, автор важных работ по флоре Владимирской губернии. Имел чин статского советника.

## Биография, научная деятельность[1]

### Первые шаги
Н. А. Казанский родился в семье учителя истории и географии Владимирского уездного училища Александра Васильевича Казанского и Марии Алексеевны Розовой. Фамилия рода происходит от названия Казанской церкви в Ямской слободе, где дед Николая Александровича, Алексей Васильев, служил священником. Н. А. Казанскому было четыре года, когда скончался отец, и семья переехала в с. Давыдово (ныне — Камешковский район), где прошло его детство под влиянием матери, страстно любившей природу. Она часто гуляла с мальчиком, приучала различать голоса птиц, знакомила с названиями трав и насекомых. По словам самого Казанского, она первая заложила в нём начала естественно-исторического образования, и потому он всегда с особенной любовью вспоминал этого первого учителя.
Своё образование Казанский начал во Владимирском уездном училище, но вскоре дядя, Александр Алексеевич Розов (1818-1900), перевел его в гимназию, определив в дворянский пансион. Его занятия ботаникой начались в третьем классе со сбора растений во время экскурсий, являвшихся практическими занятиями по естественной истории. Учитель гимназии А. Ф. Чугаев водил своих учеников в пойму р. Клязьмы, ближайшие леса и овраги, знакомя их с флорой окрестностей города.
Но занятия под руководством учителя продолжались лишь два года, так как вскоре естественная история была исключена из учебной программы гимназий. Тем не менее, научный интерес, возбужденный Чугаевым, заставлял Казанского каждое лето проводить среди природы, пополняя собрание растений. Зимой он отправлял гербарные сборы для просмотра известным ботаникам: профессору А. С. Петровскому (Ярославль) и профессору Н. Н. Кауфману (Московский университет). Определённые растения послужили основой для будущего гербария Казанского, а некоторые экземпляры сохранились в нём до сих пор. К окончанию гимназического курса (1869 г.), гербарий Казанского состоял уже из нескольких сотен видов растений.

### Студенческие годы
Во Владимире Казанский был зачислен на медицинский факультет Московского университета, но случайное обстоятельство изменило его дальнейшие планы. Летом 1869 г. он серьёзно повредил правую руку, после чего год проболел, едва не умер и на всю жизнь лишился действия руки.
Из-за этого в августе 1870 г. Казанский поступил слушателем в Петровскую (ныне Тимирязевскую) Земледельческую и Лесную Академию. Прежняя увлеченность естественными науками сыграла важную роль, так как в начале 1872/73 учебного года он стал благодаря этому получать стипендию. Она давала возможность серьёзно заняться наукой и окончить Академию. В Москве Казанский познакомился с некоторыми известными специалистами-ботаниками, просмотрел несколько обширных гербариев в Академии и в московских музеях. Переписка с ботаниками и коллекторами гербария, по воспоминаниям самого ученого, «дали уже серьезное направление изучению флоры родины», поэтому все свободное время летних каникул он проводит во Владимире.
21 июня 1874 г. Казанский окончил с отличием Академию по двум отделам: лесному и агрономическому, но его будущее из-за болезни было неизвестно. Он мог остаться работать здесь, но был отправлен в учебную экспедицию в Бессарабию под руководством профессора Чернопятова.

### Возвращение воВладимир
По возвращении бедственное положение семьи побудило его воспользоваться предложением директора Первой московской гимназии И. Д. Лебедева, и Казанский стал преподавать географию. Из Москвы он перебирается в Рязань, а потом в Торжок (Тверская губерния), где стал учителем естествознания в Новоторжской учительской семинарии. В течение 16 лет (с 1877 по 1893 г.) он живёт в Торжке, где ведет практические занятия по садоводству и огородничеству, там же он женится.
Между тем ежегодно часть лета он проводит во Владимире, где ведет наблюдения за флорой. В 1882 г. профессор Московского университета В. Я. Цингер начал составление «Сборника сведений о флоре Средней России» и лично приглашает Казанского оказать ему помощь гербарными материалами. Казанский пересылает все свои сборы, которыми были охвачены как Владимирская, так и Московская, Воронежская, Рязанская и Тверская губернии. Его гербарий стал важной частью работы по инвентаризации флоры Средней России (хранится в Гербарии МГУ (MW). Более поздние сборы Казанского обнаружены недавно в Гербарии Никитского ботанического сада (YALT) в Крыму).
Летом 1893 г. Казанский был назначен на должность уездного инспектора народных училищ во Владимирской губернии. Он состоял в этой должности более 20 лет и был знаком многим владимирцам.
В 1898 г. в губернском центре открылась ученая Архивная комиссия и на её заседании он был избран действительным членом. Осенью 1900 г. Казанский делает крупное пожертвование из книг, оставшихся от дяди, видного историка, за что был вскоре избран в пожизненные члены комиссии. В этом же году за успехи в области энтомологии он стал действительным членом Русского энтомологического общества в Санкт-Петербурге.

### Владимирское общество любителей естествознания
2 февраля 1903 г. управляющий государственным имуществом во Владимирской и Рязанской губерниях А. В. Селиванов основал Владимирское общество любителей естествознания, в числе учредителей которого был статский советник Н. А. Казанский. На заседании 11 января 1904 г. он зачитал свой доклад о флоре окрестностей г. Владимира, который был по заслугам оценен членами Общества. Председатель Общества, А. В. Селиванов, сказал, что «собранный Казанским богатый материал о флоре Владимирской губернии дает представление о ней, как о чем-то подвижном, меняющимся с течением времени и с изменением окружающих местных условий. Такой взгляд на растительный мир является новым если не в науке, то в наших обычных представлениях о растительном царстве.»
Осенью того же года в 3 выпуске I тома трудов Владимирского общества любителей естествознания увидела свет капитальная работа Казанского «Список растений окрестностей губернского г. Владимира и его уезда по наблюдениям с 1869 по 1904 гг.», которая обобщила его многолетнюю деятельность по изучению флоры Владимирского уезда.
Летом 1904 г. планировался ряд экскурсий для членов Общества под руководством Н. А. Казанского, но из-за неблагоприятной погоды и отъезда председателя это решение осталось невыполненным. В течение двух лет (с 1904 по 1906 гг.) Казанский исполнял обязанности товарища председателя общества, но это не мешало ему продолжать исследовательскую деятельность. В 1912 г. было опубликовано «Первое добавление к списку растений окрестностей г. Владимира по наблюдениям 1904—1910 гг.». Вероятно, планировались и последующие дополнения, но раковая опухоль помешала ему продолжить работу.
Казанский скончался в ночь Святой Пасхи с 5 на 6 апреля 1914 г. Следующий, 3 выпуск IV тома трудов Владимирского общества любителей естествознания планировалось посвятить его памяти, но из-за событий 1917 и последующих годов работа по изучению природы Владимирской губернии была прекращена, а попытки возрождения общества в 1920-е гг. потерпели неудачу.
После Казанского остался обширный гербарий и большая коллекция бабочек, а также минералогические сборы и коллекция птичьих яиц.

## Значение работ Казанского[1]
«Список растений окрестностей губернского г. Владимира и его уезда по наблюдениям с 1869 по 1904 гг.» Н. А. Казанского (1904) представляет собой краткое описание экологии, фенологии и распространения около 800 видов сосудистых растений, встреченных автором за 35 лет. Некоторые растения определялись Казанским до подвидов и форм, а для большинства редких растений он указывает точные места произрастания. По сути, это вполне современный конспект флоры. В работе он дает также краткое физико-географическое описание окрестностей Владимира и анализ флоры по семействам в сравнении с Московской и Владимирской губерниями. Флору он рассматривает ещё и с географической точки зрения, приводя списки видов, которые находятся у границ своих ареалов. Приводится также перечень дичающих и заносных видов, исчезнувших растений, а также растений, которые могут быть найдены при дальнейших исследованиях.
Н. А. Казанский несомненно был первым владимирским краеведом, который обратил внимание на вопросы охраны флористического богатства. Отдельно он привел в своей работе список растений «с ограниченными или незначительными районами произрастания, которые легко при неблагоприятных условиях могут исчезнуть». Многие находки Н. А. Казанского редких для Владимирской области видов растений уникальны и в дальнейшем не повторялись (например, орхидея Liparis loeselii из Красной книги России на озере Бубново в окрестностях деревни Хохлово или степная вишня Cerasus fruticosus в пойменных дубравах Клязьмы).
До Казанского большинство ученых работало маршрутным способом, который позволял охватить большую территорию, но не способствовал интенсивному изучению флоры. На примере окрестностей г. Владимира он показал, как важен в таких исследованиях метод локальных флор. Только в этом случае есть возможность неоднократно посещать одно и то же местообитание, прослеживая динамику популяций.
Особенно богатыми во флористическом отношении Казанский считал уникальные ботанические комплексы Ямского леса (его сохранившейся частью является лесопарк «Дружба»), Заклязьменского бора по Судогодскому тракту (Загородный парк), пойменных лугов р. Клязьмы (например, у с. Боголюбово). Именно здесь в течение более чем 35 лет проходили полевую практику студенты естественно-географического факультета Владимирского педагогического института.

## Научные труды Н. А. Казанского
- Казанский Н. А. Список растений окрестностей губернского г. Владимира и его уезда по наблюдениям с 1869 по 1904 гг. // Труды Владимирского общества любителей естествознания. 1904. Т. 1, вып. 3. С. 1-42.
- Казанский Н. А. Первое добавление к списку растений окрестностей г. Владимира по наблюдениям 1904—1910 гг. // Труды Владимирского общества любителей естествознания. 1912. Т. 3, вып. 2. С. 52-55.